# Jacques Denier
Jacques Denier né le 10 juin 1894 à Paris 16e et mort le 19 mai 1983 à Arzon (Morbihan) est un peintre français.

## Biographie
Après des études scientifiques, Jacques Denier s'oriente vers la peinture et entre à l'Académie de la Grande Chaumière comme élève de Lucien Simon et de René Ménard. Dessinateur et coloriste, il est connu par ses envois au Salon de la Société nationale des beaux-arts dont il est membre, au Salon d'automne dont il est sociétaire, au Salon des Tuileries dont il est membre et aux Salon des indépendants (1927-1929). En 1928, il présente au Salon d'automne les toiles Portrait d'Auguste Bardin et Cheminée bretonne.

### Œuvres
- Musée national des Beaux-Arts d'Alger :
  - Place de l'Observatoire ;
  - Coucher de soleil sur la dune, Ain Sefra.

## Récompenses
- Prix Blumenthal.
- Prix Abd-el-Tif 1923.
- Prix Dru 1929.